# Annemarie Wildeisen
Annemarie Wildeisen (ur. 1946 w Baden) – szwajcarska dziennikarka, pisarka, nauczycielka gotowania. Autorka popularnych książek kucharskich w Szwajcarii. Wydała ich ponad 40, z których wiele stało się bestsellerami.

## Życiorys
Annemarie urodziła się w Baden, położonym w kantonie Argowia, w północnej Szwajcarii. Studiowała w akademii aktorskiej w Zurychu, przez półtora roku pracowała w Theater am Neumarkt jako pomocniczka. Następnie rozpoczęła pracę jako dziennikarka w nowo założonym magazynie telewizyjnym Tele. W latach 70. Annemarie była jedyną kobietą w 47-osobowym zespole dziennikarskim „Badener Tagblatt”, dziennika wydawanego przez Betty Bossi. Pisała artykuły o tematyce społecznej i kobiecej, redagowała dwie strony, na które Agnes Amberg (1936–1991) – popularna szwajcarska autorka książek kucharskich – dostarczała przepisy. W wieku 36 lat otworzyła własną szkołę gotowania w Bernie i nadzorowała portal internetowy Meyer’s Modeblatt. W 1989 wydała pierwszą książkę kucharską Was koche ich morgen?.
Prowadzi programy kulinarne w wielu lokalnych programach telewizyjnych. W 2001 zaczęła wydawać magazyn „Annemarie Wildeisen’s Kochen”, którego nakład wynosi 160 000 egzemplarzy. Zaczynając jako samouk, przekształciła swoją działalność w rodzinną firmę. Asystuje jej młodsza córka Florina Manz (1975), a w nadzorowaniu czasopisma i szkoły gotowania pomaga starsza córka Henny Manz (1971). W prowadzeniu szkoły gotowania pomaga również drugi mąż Annemarie, Peter Wildeisen.

## Twórczość
- Was koche ich heute? 156 Koch-Ideen durch das ganze Jahr (1989)
- Was koche ich morgen? 146 Koch-Ideen durch das ganze Jahr (1992)
- Gästemenüs zum Vorbereiten (1999)
- Konfitüren, Marmeladen, Gelees: Die besten Rezepte (1999)
- Provence: die besten Rezepte (1999)
- Vanille (2001)
- Eiscreme, Glace, Sorbet (2002)
- 20-Minuten-Küche (2002)
- Gemüseküche (2003)
- Fleischküche: Braten, Schmoren und Niedertemperaturgaren. Küchenpraxis und 120 Rezepte (2004)
- Eine Prise Süden (2004)
- Fischküche (2006)
- Meine 100 besten TV-Rezepte (2005)
- GALA Das Kochbuch(2006)
- Fleisch sanft garen bei Niedertemperatur (2006)
- Schnell für zwei (2006)
- So koche ich jeden Tag: Meine schönsten neuen TV-Rezepte (2007)
- Lauter Lieblingsgerichte: Rezepte aus meiner Gästeküche (2007)
- Die besten Rezepte aus Großmutters Küche (2007)
- Meine Sommerküche: Farben, Düfte und Aromen zum Geniessen (2008)
- Meine Expressküche (2010)
- Das grosse Buch vom Fleischgaren bei Niedertemperatur (2010)
- Heissgeliebtes Backen (2011)
- Kochen für Gäste (2012)
- Mein Küchenjahr (2013)
- Meine Expressküche – Sonderausgabe (2014)
- Guetzli (2014)
- Frühlingsküche (2015)
- Einfach WILDEISEN (2015)
- Gästeküche (2015)
- Spargeln (2016)
- Fleisch perfekt garen bei Niedertemperatur (2016)
- Pasta & Risotto (2016)
- Einmachen (2016)